# Contarinia racemi
Contarinia racemi är en tvåvingeart som först beskrevs av George Ledyard Stebbins 1910.  Contarinia racemi ingår i släktet Contarinia och familjen gallmyggor. Inga underarter finns listade i Catalogue of Life.